# Mercury 5
För andra betydelser, se Mercury.
Mercury-Atlas 5 var en amerikansk uppskjutning i Mercuryprogrammet.
Uppdraget för Mercury 5 var bland annat att utröna om en varelse kunde utstå påverkan från den starka accelerationen (cirka 7 g) som Atlas raketen, gav. Uppdraget utfördes den 29 november 1961.
Besättningen, schimpansen Enos, överlevde och befanns vara vid gott mod efter landning.

### Fotnoter
1. ↑  ”NASA Space Science Data Coordinated Archive” (på engelska). NASA. https://nssdc.gsfc.nasa.gov/nmc/spacecraft/display.action?id=1961-033A. Läst 24 mars 2020.